# Leen Verbeek

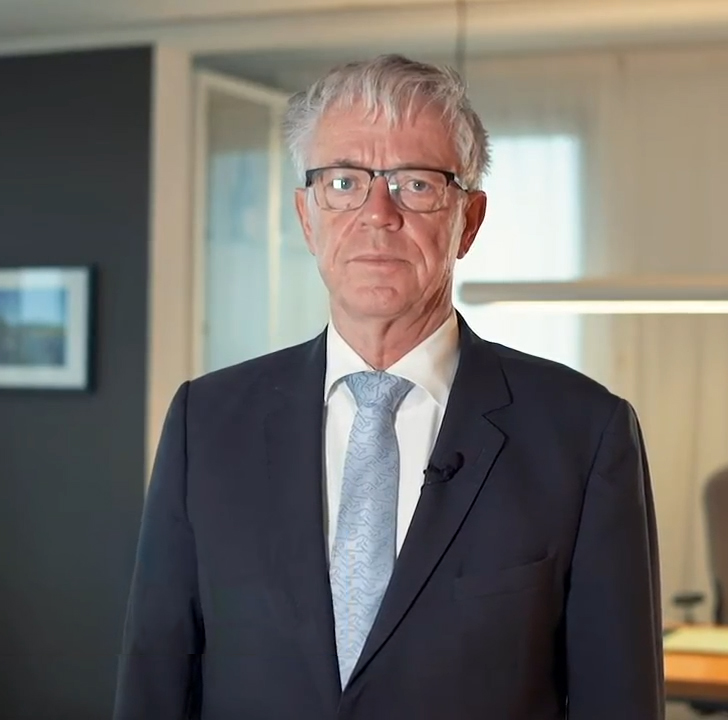
Leen Verbeek

Leendert „Leen“ Verbeek (* 5. März 1954 in Leiderdorp) ist ein niederländischer Politiker der Democraten 66 (D66).
Verbeek war Mitglied des Gemeinderates von Houten und auch Beigeordneter dieser Gemeinde in der Provinz Utrecht.
Von 2003 bis 2008 war er Bürgermeister von Purmerend in der Provinz Nordholland.
Seit November 2008 ist er Kommissar des Königs der Provinz Flevoland und seit März 2021 Präsident des Kongresses der Gemeinden und Regionen des Europarates.